# Paavo Lötjönen
Paavo Lötjönen (Kuopio, Finlandia, 29 de julio de 1968) es un violonchelista miembro de la banda finesa Apocalyptica.

## Biografía
Paavo Lötjönen nació el 29 de julio de 1968 en Kuopio, Finlandia.
Nacido en una familia de músicos, aprendió a tocar el chelo a la edad de 7 años. Estudio en la prestigiosa academia de música clásica Sibelius, donde conoció a Eicca Toppinen, Antero Manninen, Max Lilja y Perttu Kivilaakso con quienes formó Apocalyptica. A la edad de 27 años recibió su diploma de solista en Sibelius y comenzó a trabajar como maestro de chelo e instructor de esquí. Además tocó en la Opera Nacional de Finlandia.
Paavo está casado y tiene tres hijos, Okko (2003), Aki (2006) y Anna (2007). Algunos otros proyectos musicales en los que ha trabajado son la obra Paper Rain junto a Eicca Toppinen y Mikko Sirén.
Paavo cita como influencia a músicos como Paul McCartney y Mstislav Rostropóvich y a sus bandas preferidas Metallica y The Beatles, también cita como influencia a esquiadores como Patric Wallencant e Ingemar Stenmark.

## Discografía

### Apocalyptica
- Plays Metallica by Four Cellos (1996)
- Inquisition Symphony (1998)
- Cult (2000)
- Live (2001)
- Reflections (2003)
- Apocalyptica (2005)
- The Life Burns Tour (2006)
- Amplified // A Decade of Reinventing the Cello (2006)
- Worlds Collide (2007)
- 7th Symphony (2010)
- Shadowmaker (2015)
- Cell-0 (2020)

## Equipo[2]

### Cellos
- Gulbrand Enger "Sugar Kane" (1882)
- Gulbrandt Enger "My Belle" (1882)

### Arco
- R. Wainio (1985)

### Cuerdas
- Spirocore Wolfram
- Larsen

### Resinas
- Liebenzeller Metal Kolophonium Gold IV Hartz
- POPS'

### Preamplificador
- Barcus-Berry 3125